# Bates City
Bates City – miasto w Stanach Zjednoczonych, w stanie Missouri. Liczba mieszkańców w 2000 roku wynosiła 267.